# Marietta Albini
Marietta Albini (Parma, 1807 – 30 marzo 1849) è stata un soprano italiano.

## Biografia
Iniziò da giovanissima lo studio del canto nella sua città natale, con Luigi Tartagnini, e iniziò a cantare in alcuni saggi al Teatro Ducale. Fece il suo debutto nell'opera  Amelia e Leandro di Germano Liberati al Teatro San Vitale, ma il suo debutto nei grandi teatri avvenne nel 1822 al Teatro di Reggio Emilia dove cantò ne La Cenerentola di Gioachino Rossini e nell'Adelina di Pietro Generali. Cantò successivamente ne Il matrimonio segreto di Domenico Cimarosa al Teatro Comunale di Modena.
Si trasferì poi a Barcellona dove entrò a far parte della compagnia del Teatre de la Santa Creu (oggi detto Teatre Principal) dove rimase dal 1824 al 1827.
Rientrata in Italia cantò al Teatro Tordinona, a Roma. Dopo aver cantato in diversi teatri d'Italia, tra cui quelli di Padova e Bologna, nel Teatro di Piacenza cantò in I Capuleti e i Montecchi di Vincenzo Bellini. 
Nel 1833 sposò il compositore Giovanni Pacini e dal matrimonio nacquero tre figli. Ebbe una carriera che la vide esibirsi dei maggiori teatri d'opera d'Italia, dalla Sicilia, dove cantò a Palermo, al nord Italia. Dopo il 1841 si sono perse le sue tracce e nulla si conosce della sua attività canora successiva, se ve ne fu una.